# Гюзель, Галип
Галип Гюзель (тур. Galip Güzel; род. 10 января 1987, Мерзифон, Амасья) — турецкий футболист, полузащитник клуба «Кушадасыспор».

## Клубная карьера
Галип Гюзель — воспитанник клубов «Мерзифонспор» и «Галатасарай». Карьеру футболиста он начал в 2006 году, дебютировав за клуб «Фатих Карагюмрюк» во Второй лиге (третий уровень в системе турецких лиг). В том же сезоне он успел провести 1 матч за команду Лиги А «Тюрк Телекомспор» и даже забить мяч в этой встрече. Далее Гюзель выступал за клубы Второй и Третьей лиги: «1461 Трабзон», «Бандырмаспор» и «Бугсашспор». В начале июля 2013 года он подписывает контракт с командой Первой лиги «Анкараспор». В первом же сезоне Галип стал игроком основного состава, проведя на поле 30 матчей в лиге и забив 9 мячей. Его команда попала по итогам чемпионата в плей-офф за выход в Суперлигу, но в полуфинале уступила «Самсунспору». В сезоне 2014/15 «Анкараспор» был переименован в «Османлыспор», а по итогам турнира команда сумела занять второе место и напрямую выйти в Суперлигу. Галип провёл в том успешном для команды сезоне 33 матча в лиге и забил 5 мячей.
В дебютном для себя сезоне в Суперлиге Галип перестал быть игроком основного состава, впервые появившись на поле лишь в 5 туре, в самой концовке гостевого матча против команды «Мерсин Идманюрду».